# كيرن كاري
كيرن كاري (بالإنجليزية: Kieran Carey)‏ هو لاعب قذف أيرلندي، ولد في 1933، وتوفي في 2007.